# Йоганнес Гінце
Йоганнес Гінце (нім. Johannes Hintze, 5 липня 1999) — німецький плавець.